# Inglaterra en la Copa Mundial de Rugby de 1999
La Rosa fue una de las 20 naciones participantes de la Copa Mundial de Rugby de 1999 que se celebró en Gales (Reino Unido).
Inglaterra había realizado una excelente participación mundialista en los años 1990 y llegaba a esta edición potenciada con el profesionalismo. No obstante, el rugby de la Sanzaar llegó mejor y la derrotó dos veces para eliminarla prematuramente.

## Plantel

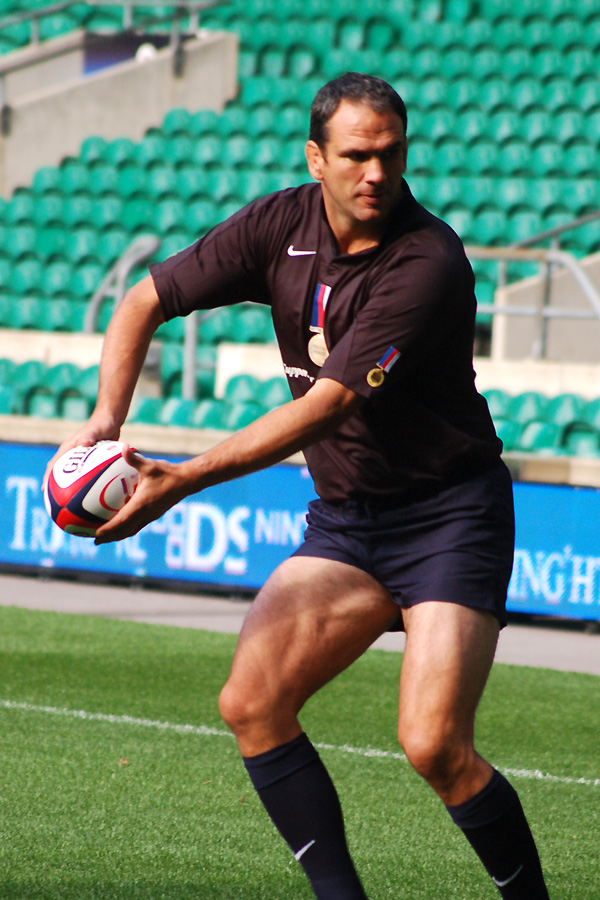
Jonhson fue el capitán, había reemplazado a Dallaglio cuatro meses antes.

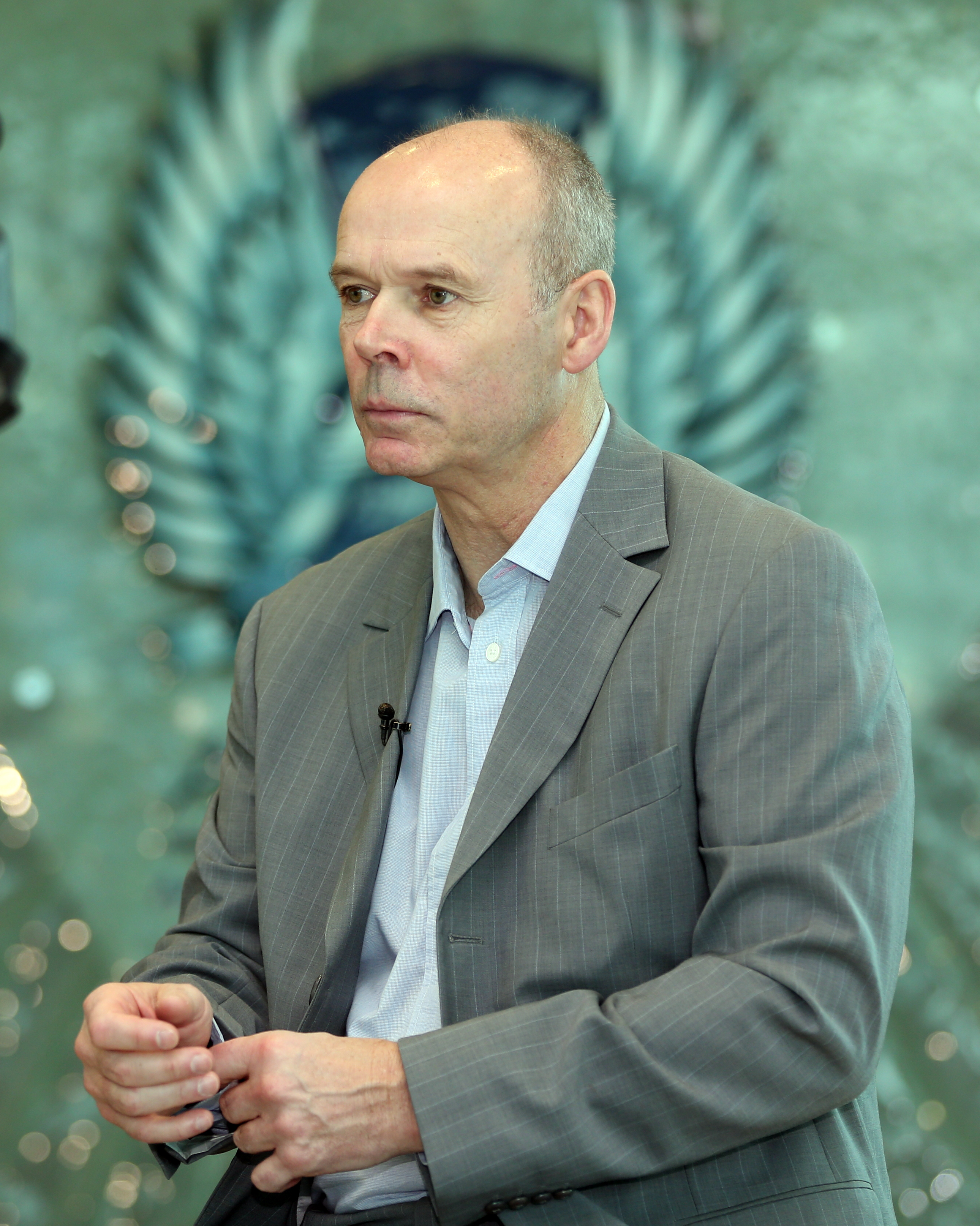
Woodward fue el técnico, el primero profesional.

Woodward (43 años) fue el entrenador en jefe, había representado a Inglaterra en los años 1980.
A fines de mayo de 1999, Dallaglio fue denunciado por haber usado drogas en el pasado y decidió renunciar a la capitanía tras el escándalo. Johnson fue designado en su reemplazo.
Los partidos de prueba son hasta antes del inicio del mundial y las edades corresponden al último partido de Inglaterra, el 24 de octubre de 1999.
|                            | Jugador            | Edad    | Posición      | Pruebas | Equipo             |
| -------------------------- | ------------------ | ------- | ------------- | ------- | ------------------ |
| Hookers y Pilares          |                    |         |               |         |                    |
|                            | Richard Cockerill  | 28 años | Hooker        | 23      | Leicester Tigers   |
|                            | Darren Garforth    | 33 años | Pilar         | 21      | Leicester Tigers   |
| 2                          | Phil Greening      | 24 años | Hooker        | 8       | Sale Sharks        |
| 1                          | Jason Leonard      | 31 años | Pilar         | 76      | Harlequins FC      |
|                            | Neil McCarthy      | 24 años | Hooker        | 2       | Gloucester Rugby   |
|                            | Graham Rowntree    | 28 años | Pilar         | 23      | Leicester Tigers   |
|                            | Victor Ubogu       | 35 años | Pilar         | 24      | Bath Rugby         |
| 3                          | Phil Vickery       | 23 años | Pilar         | 7       | Gloucester Rugby   |
| Segundas líneas            |                    |         |               |         |                    |
|                            | Garath Archer      | 24 años | Segunda línea | 14      | Bristol Bears      |
| 5                          | Danny Grewcock     | 26 años | Segunda línea | 12      | Saracens           |
| 4                          | Martin Johnson     | 29 años | Segunda línea | 48      | Leicester Tigers   |
| Alas y Octavos             |                    |         |               |         |                    |
| 7                          | Neil Back          | 30 años | Ala           | 23      | Leicester Tigers   |
|                            | Martin Corry       | 26 años | Octavo        | 8       | Leicester Tigers   |
| 8                          | Lawrence Dallaglio | 27 años | Octavo        | 28      | Wasps RFC          |
| 6                          | Richard Hill       | 26 años | Ala           | 22      | Saracens           |
|                            | Tim Rodber         | 30 años | Ala           | 42      | Northampton Saints |
|                            | Joe Worsley        | 22 años | Ala           | 0       | Wasps RFC          |
| Medios scrums              |                    |         |               |         |                    |
|                            | Kyran Bracken      | 27 años | Medio scrum   | 23      | Saracens           |
| 9                          | Matt Dawson        | 26 años | Medio scrum   | 24      | Northampton Saints |
|                            | Martyn Wood        | 22 años | Medio scrum   | 0       | Wasps RFC          |
| Aperturas y Centros        |                    |         |               |         |                    |
|                            | Mike Catt          | 28 años | Centro        | 36      | Bath Rugby         |
| 12                         | Phil de Glanville  | 31 años | Centro        | 34      | Bath Rugby         |
| 10                         | Paul Grayson       | 28 años | Apertura      | 19      | Northampton Saints |
| 13                         | Will Greenwood     | 27 años | Centro        | 11      | Leicester Tigers   |
|                            | Jeremy Guscott     | 34 años | Centro        | 62      | Bath Rugby         |
|                            | Jonny Wilkinson    | 20 años | Apertura      | 10      | Newcastle Falcons  |
| Fullbacks y Wings          |                    |         |               |         |                    |
|                            | Nick Beal          | 28 años | Fullback      | 11      | Northampton Saints |
| 14                         | Austin Healey      | 25 años | Wing          | 20      | Leicester Tigers   |
|                            | Leon Lloyd         | 22 años | Wing          | 0       | Leicester Tigers   |
| 11                         | Dan Luger          | 24 años | Wing          | 10      | Saracens           |
| 15                         | Matt Perry         | 22 años | Fullback      | 20      | Bath Rugby         |
|                            | David Rees         | 25 años | Wing          | 11      | Bristol Bears      |
| Entrenador: Clive Woodward |                    |         |               |         |                    |

Bracken y Rees se lesionaron durante el torneo y tuvieron que ser reemplazados por Wood y Lloyd respectivamente.

## Participación
La Rosa integró el Grupo B, repitiendo la edición anterior, con: la Azzurri, la dura Tonga y los favoritos All Blacks. Debido al país organizador, jugó cuatro de sus cinco partidos en su Estadio de Twickenham.
El duelo clave ante los All Blacks de John Hart definía la clasificación directa y formaron: Craig Dowd, Robin Brooke, el capitán Taine Randell, Byron Kelleher, Christian Cullen y la estrella Jonah Lomu. A capacidad completa en Twickenham para el clásico, la presión era notable en ambos equipos y un magnífico try de Lomu terminó por hacer prevalecer a los kiwis.

### Playoff
Inglaterra debió enfrentar a Fiyi del entrenador neozelandés Brad Johnstone, con Nicky Little, Emori Katalau y 
Waisale Serevi entre sus filas. Los británicos avanzaron sin problemas, pero clasificaron agotados y golpeados físicamente.

### Fase final
En los cuartos se cruzaron ante los Springboks, reinantes campeones, del técnico Nick Mallett; quien formó a Os du Randt, Mark Andrews, André Venter, el capitán Joost van der Westhuizen, Pieter Muller y la estrella Percy Montgomery. Los agotados europeos no pudieron neutralizar a Jannie de Beer (se especula que el suplente Wilkinson habría podido), quien increíblemente anotó cinco drops para el triunfo africano.